# Länsväg 167
Länsväg 167 går mellan Lilla Edet i Lilla Edets kommun och Ljungskile i Uddevalla kommun. Den är 19 km lång och skyltas Lilla Edet respektive Ljungskile.

## Korsningar och anslutningar
|  | Nr | Namn                   | Skyltning                                                                                                |
|  | -- | ---------------------- | --- |
|  | 96 | Norra Lilla Edet-motet | Karlstad, Göteborg, 2014 mot Trollhättan                                                                 |
|  |    | Lilla Edetbron         | över Göta älv och Trollhätte kanal, cirka 300 m, öppningsbar (58°8′0″N 12°7′2″Ö / 58.13333°N 12.11722°Ö) |
|  |    |                        | 625 mot Kungälv och 2025 mot Trollhättan                                                                 |
|  |    |                        | 2039 Huveröd - Hjärtum                                                                                   |
|  |    | Backamo                | 650 Ucklum, 660 Svenshögen, Ödsmål, 650 Ljungskile (väg 167 svänger)                                     |
|  |    |                        | Planskild korsning med Bohusbanan                                                                        |
|  |    |                        | 659 mot Svanesund                                                                                        |
|  | 92 | Lyckornamotet          | Oslo, Göteborg                                                                                           |

## Standard
Vägen är relativt smal och krokig utom de nordligaste 5 km som är bred och rak.

## Historik
Sträckningen ingick i Rikstvåan mellan 1945 och 1953. Man körde alltså via Lilla Edet för att resa till exempel Göteborg–Uddevalla. När Rikstvåan skyltades om till att gå via Kungälv fick vägen Lilla Edet–Backamo (söder om Ljungskile) numret länshuvudväg 167 istället, och blev oförändrad vid reformen av vägnumren 1962.
De nordligaste 5 km av dagens 167:a var före 1991 E6:an. Då invigdes motorvägen Stora Höga–Ljungskile. Denna del av 167 byggdes på 1950-talet. Den äldre vägen finns kvar bevarad i originalskick.
Sträckan Lilla Edet-Backamo går i samma sträckning sedan lång tid tillbaka. Det finns två milstenar står längs vägen (där har alltså vägen samma sträckning som på 1700-talet)[källa behövs], och ett par vid sidovägar.
Lilla Edetbron vid Lilla Edet är öppningsbar och byggdes i slutet av 1970-talet. Innan dess fanns en mycket smal bro från 1920-talet ett stycke norrut, och innan dess ingen bro alls. En förbifart förbi centrala Lilla Edet byggdes omkring 1980-talet[när?] och motorvägsanslutningen med E45 år 2012.